# Гринуич (остров)
Вижте пояснителната страница за други значения на Гринуич.
Гринуич (Березина, Сарториус) (на английски: Greenwich Island) е осмият по големина остров в Южните Шетландски острови, разположени в крайната югозападна част на Атлантическия океан. Остров Гринуич се намира в централната част на архипелага, като протока Макфарлин го отделя от разположения югозападно от него остров Ливингстън, а протока Инглиш на североизток – от остров Робърт. Дължина от северозапад на югоизток 24 km, ширина от 2 до 10 km, площ 142,7 km². Бреговата му линия с дължина 78,6 km е силно разчленена от множество малки заливи. Състои се от две обособени части на северозапад и югоизток, свързани чрез провлака Първомай (ширина 2 km). Релефът му е хълмист, като с малки изключения е покрит с дебел леден щит. Северозападната му част е заета от възвишението Дряново (335 m), а югоизточната – от възвишението Брезник с максимална височина връх Момчил 625 m
Островът е открит на 19 февруари 1919 г. от английския ловец на тюлени Уилям Смит и е наименуван Гринуич. През януари 1820 г. ирландският топограф Едуард Брансфийлд извършва първото грубо топографско заснемане на бреговете му. На 25 януари 1821 островът е вторично открит от руската околосветска експедиция възглавявана от Фадей Белингсхаузен и е наименуван Березина. Голяма част от географските обекти на острова са топографски заснети и наименувани от участниците в българската антарктическа база, разположена на близкия остров Ливингстън. На североизточния бряг на острова са разположени чилийската научна база „Артуро Прат“ и еквадорската „Педро Висенте Малдонадо“.

## Карти
- L.L. Ivanov et al, Antarctica: Livingston Island, South Shetland Islands (from English Strait to Morton Strait, with illustrations and ice-cover distribution), 1:100000 scale topographic map, Antarctic Place-names Commission of Bulgaria, Sofia, 2005
- Л. Иванов. Антарктика: Остров Ливингстън и острови Гринуич, Робърт, Сноу и Смит. Топографска карта в мащаб 1:120000. Троян: Фондация Манфред Вьорнер, 2009. ISBN 978-954-92032-4-0